# Сидорово (Вашкинский район)
Сидорово — деревня в Вашкинском районе Вологодской области.
Входит в состав Киснемского сельского поселения, с точки зрения административно-территориального деления — в Киснемский сельсовет.
Расстояние по автодороге до районного центра Липина Бора — 26 км, до центра муниципального образования села Троицкое — 2 км. Ближайшие населённые пункты — Аксентьево, Дудрово, Ляпино, Монастырская, Рогалево, Тарасьево, Троицкое.
По переписи 2002 года население — 16 человек.
Близ деревни Сидорово расположен памятник археологии стоянка «Ведоба» (II тысячелетие до н. э.).